# Барра-дус-Кокейрус
Барра-дус-Кокейрус (порт. Barra dos Coqueiros) — муниципалитет в Бразилии, входит в штат Сержипи. Составная часть мезорегиона Восток штата Сержипи. Входит в экономико-статистический микрорегион Аракажу. Население составляет 21 562 человека на 2006 год. Занимает площадь 87,96 км². Плотность населения — 245,13 чел./км².
Праздник города — 25 ноября.

## История
Город основан 25 ноября 1953 года.

## Статистика
- Валовой внутренний продукт на 2004 составляет 145 204 121,00 реалов (данные: Бразильский институт географии и статистики).
- Валовой внутренний продукт на душу населения на 2004 составляет 7.113,32 реалов (данные: Бразильский институт географии и статистики).
- Индекс развития человеческого потенциала на 2000 составляет 0,676 (данные: Программа развития ООН).

## География
Климат местности: тропический. В соответствии с классификацией Кёппена, климат относится к категории As’h.